# Seria GP2 – Sepang 2016
Runda GP2 na torze Sepang International Circuit – dziesiąta runda mistrzostw serii GP2 w sezonie 2016.

## Lista startowa
| Nr | Kierowca            | Zespół                  | Samochód       | Silnik              | Opony |
| -- | ------------------- | ----------------------- | -------------- | ------------------- | ----- |
| 1  | Nobuharu Matsushita | ART Grand Prix          | Dallara GP2/11 | Mecachrome V8 4.00l | P     |
| 2  | Siergiej Sirotkin   | ART Grand Prix          | Dallara GP2/11 | Mecachrome V8 4.00l | P     |
| 3  | Norman Nato         | Racing Engineering      | Dallara GP2/11 | Mecachrome V8 4.00l | P     |
| 4  | Jordan King         | Racing Engineering      | Dallara GP2/11 | Mecachrome V8 4.00l | P     |
| 5  | Alex Lynn           | DAMS                    | Dallara GP2/11 | Mecachrome V8 4.00l | P     |
| 6  | Nicholas Latifi     | DAMS                    | Dallara GP2/11 | Mecachrome V8 4.00l | P     |
| 7  | Mitch Evans         | Pertamina Campos Racing | Dallara GP2/11 | Mecachrome V8 4.00l | P     |
| 8  | Sean Gelael         | Pertamina Campos Racing | Dallara GP2/11 | Mecachrome V8 4.00l | P     |
| 9  | Raffaele Marciello  | Russian Time            | Dallara GP2/11 | Mecachrome V8 4.00l | P     |
| 10 | Artiom Markiełow    | Russian Time            | Dallara GP2/11 | Mecachrome V8 4.00l | P     |
| 11 | Gustav Malja        | Rapax                   | Dallara GP2/11 | Mecachrome V8 4.00l | P     |
| 12 | Johnny Cecotto Jr.  | Rapax                   | Dallara GP2/11 | Mecachrome V8 4.00l | P     |
| 14 | Philo Paz Armand    | Trident                 | Dallara GP2/11 | Mecachrome V8 4.00l | P     |
| 15 | Luca Ghiotto        | Trident                 | Dallara GP2/11 | Mecachrome V8 4.00l | P     |
| 18 | Sergio Canamasas    | Carlin                  | Dallara GP2/11 | Mecachrome V8 4.00l | P     |
| 19 | Marvin Kirchhöfer   | Carlin                  | Dallara GP2/11 | Mecachrome V8 4.00l | P     |
| 20 | Antonio Giovinazzi  | Prema Racing            | Dallara GP2/11 | Mecachrome V8 4.00l | P     |
| 21 | Pierre Gasly        | Prema Racing            | Dallara GP2/11 | Mecachrome V8 4.00l | P     |
| 22 | Oliver Rowland      | MP Motorsport           | Dallara GP2/11 | Mecachrome V8 4.00l | P     |
| 23 | Daniël de Jong      | MP Motorsport           | Dallara GP2/11 | Mecachrome V8 4.00l | P     |
| 24 | Nabil Jeffri        | Arden International     | Dallara GP2/11 | Mecachrome V8 4.00l | P     |
| Nr | Kierowca            | Zespół                  | Samochód       | Silnik              | Opony |

## Wyniki

### Sesja treningowa
| Nr | Kierowca     | Konstruktor  | Czas     | Okr. |
| -- | ------------ | ------------ | -------- | ---- |
| 21 | Pierre Gasly | Prema Racing | 1:42,352 | 12   |

### Kwalifikacje
Źródło: gpupdate.net
| Poz. | Nr | Kierowca            | Konstruktor             | Czas     | Poz. s. |
| ---- | -- | ------------------- | ----------------------- | -------- | ------- |
| 1    | 21 | Pierre Gasly        | Prema Racing            | 1:42,181 | 1       |
| 2    | 20 | Antonio Giovinazzi  | Prema Racing            | 1:42,263 | 2       |
| 3    | 9  | Raffaele Marciello  | Russian Time            | 1:42,526 | 3       |
| 4    | 2  | Siergiej Sirotkin   | ART Grand Prix          | 1:42,528 | 4       |
| 5    | 1  | Nobuharu Matsushita | ART Grand Prix          | 1:42,623 | 5       |
| 6    | 5  | Alex Lynn           | DAMS                    | 1:42,775 | 6       |
| 7    | 3  | Norman Nato         | Racing Engineering      | 1:42,800 | 7       |
| 8    | 4  | Jordan King         | Racing Engineering      | 1:42,851 | 8       |
| 9    | 22 | Oliver Rowland      | MP Motorsport           | 1:42,902 | 9       |
| 10   | 10 | Artiom Markiełow    | Russian Time            | 1:42,934 | 10      |
| 11   | 15 | Luca Ghiotto        | Trident                 | 1:42,934 | 11      |
| 12   | 6  | Nicholas Latifi     | DAMS                    | 1:43,130 | 12      |
| 13   | 11 | Gustav Malja        | Rapax                   | 1:43,224 | 13      |
| 14   | 19 | Marvin Kirchhöfer   | Carlin                  | 1:43,290 | 14      |
| 15   | 12 | Johnny Cecotto Jr.  | Rapax                   | 1:43,385 | 15      |
| 16   | 7  | Mitch Evans         | Pertamina Campos Racing | 1:43,606 | 16      |
| 17   | 24 | Nabil Jeffri        | Arden International     | 1:43,761 | 17      |
| 18   | 23 | Daniël de Jong      | MP Motorsport           | 1:43,965 | 18      |
| 19   | 18 | Sergio Canamasas    | Carlin                  | 1:43,977 | 19      |
| 20   | 8  | Sean Gelael         | Pertamina Campos Racing | 1:44,087 | 20      |
| 21   | 14 | Philo Paz Armand    | Trident                 | 1:44,578 | 21      |
| Poz. | Nr | Kierowca            | Konstruktor             | Czas     | Poz. s. |

### Główny wyścig

#### Wyścig
Źródło: Wyprzedź Mnie!
| P                                                     | + / – | Nr | Kierowca            | Konstruktor             | Okr. | Czas / Strata | Komentarz |
| ----------------------------------------------------- | ----- | -- | ------------------- | ----------------------- | ---- | ------------- | --------- |
| 1                                                     | 1     | 20 | Antonio Giovinazzi  | Prema Racing            | 29   | 52:18,049     |           |
| 2                                                     | 2     | 2  | Siergiej Sirotkin   | ART Grand Prix          | 29   | +0:05,858     |           |
| 3                                                     | 4     | 3  | Norman Nato         | Racing Engineering      | 29   | +0:08,015     |           |
| 4                                                     | 2     | 5  | Alex Lynn           | DAMS                    | 29   | +0:16,214     |           |
| 5                                                     | 3     | 4  | Jordan King         | Racing Engineering      | 29   | +0:18,742     |           |
| 6                                                     | 3     | 9  | Raffaele Marciello  | Russian Time            | 29   | +0:20,694     |           |
| 7                                                     | 4     | 15 | Luca Ghiotto        | Trident                 | 29   | +0:24,964     |           |
| 8                                                     | 8     | 7  | Mitch Evans         | Pertamina Campos Racing | 29   | +0:28,550     |           |
| 9                                                     | 4     | 11 | Gustav Malja        | Rapax                   | 29   | +0:28,741     |           |
| 10                                                    | 9     | 18 | Sergio Canamasas    | Carlin                  | 29   | +0:33,209     |           |
| 11                                                    | 10    | 21 | Pierre Gasly        | Prema Racing            | 29   | +0:35,538     |           |
| 12                                                    | 3     | 22 | Oliver Rowland      | MP Motorsport           | 29   | +0:35,550     |           |
| 13                                                    | 2     | 12 | Johnny Cecotto Jr.  | Rapax                   | 29   | +0:35,703     |           |
| 14                                                    | 2     | 6  | Nicholas Latifi     | DAMS                    | 29   | +0:41,169     |           |
| 15                                                    | 1     | 19 | Marvin Kirchhöfer   | Carlin                  | 29   | +0:41,288     |           |
| 16                                                    | 4     | 8  | Sean Gelael         | Pertamina Campos Racing | 29   | +0:42,969     |           |
| 17                                                    | 1     | 23 | Daniël de Jong      | MP Motorsport           | 29   | +0:47,208     |           |
| 18                                                    | 1     | 24 | Nabil Jeffri        | Arden International     | 29   | +1:03,069     |           |
| 19                                                    | 2     | 14 | Philo Paz Armand    | Trident                 | 29   | +1:06,464     |           |
| Niesklasyfikowani                                     |       |    |                     |                         |      |               |           |
|                                                       |       | 1  | Nobuharu Matsushita | ART Grand Prix          | 22   | +7 okr.       |           |
| Nie wystartowali / niedopuszczeni do ponownego startu |       |    |                     |                         |      |               |           |
|                                                       |       | 10 | Artiom Markiełow    | Russian Time            | 0    |               |           |
| P                                                     | + / – | Nr | Kierowca            | Konstruktor             | Okr. | Czas / Strata | Komentarz |

#### Najszybsze okrążenie
| Nr | Kierowca            | Konstruktor    | Czas     | Okr. |
| -- | ------------------- | -------------- | -------- | ---- |
| 1  | Nobuharu Matsushita | ART Grand Prix | 1:45,417 | 15   |

#### Premia za najszybsze okrążenie w TOP 10
| Nr | Kierowca          | Konstruktor    | Czas     | Okr. |
| -- | ----------------- | -------------- | -------- | ---- |
| 2  | Siergiej Sirotkin | ART Grand Prix | 1:45,791 | 10   |

### Sprint

#### Wyścig
Źródło: Wyprzedź Mnie!
| P                 | + / – | Nr | Kierowca            | Konstruktor             | Okr. | Czas / Strata | Komentarz |
| ----------------- | ----- | -- | ------------------- | ----------------------- | ---- | ------------- | --------- |
| 1                 | 1     | 15 | Luca Ghiotto        | Trident                 | 22   | 40:22,211     |           |
| 2                 | 1     | 9  | Raffaele Marciello  | Russian Time            | 22   | +0:00,694     |           |
| 3                 | 8     | 21 | Pierre Gasly        | Prema Racing            | 22   | +0:04,786     |           |
| 4                 | 4     | 20 | Antonio Giovinazzi  | Prema Racing            | 22   | +0:05,402     |           |
| 5                 | 4     | 11 | Gustav Malja        | Rapax                   | 22   | +0:09,693     |           |
| 6                 | 5     | 7  | Mitch Evans         | Pertamina Campos Racing | 22   | +0:13,333     |           |
| 7                 | 13    | 1  | Nobuharu Matsushita | ART Grand Prix          | 22   | +0:13,997     |           |
| 8                 | 4     | 22 | Oliver Rowland      | MP Motorsport           | 22   | +0:15,893     |           |
| 9                 | 4     | 12 | Johnny Cecotto Jr.  | Rapax                   | 22   | +0:17,623     |           |
| 10                | 4     | 6  | Nicholas Latifi     | DAMS                    | 22   | +0:24,245     |           |
| 11                | 4     | 19 | Marvin Kirchhöfer   | Carlin                  | 22   | +0:25,837     |           |
| 12                | 7     | 5  | Alex Lynn           | DAMS                    | 22   | +0:27,198     |           |
| 13                | 8     | 10 | Artiom Markiełow    | Russian Time            | 22   | +0:29,287     |           |
| 14                | 10    | 4  | Jordan King         | Racing Engineering      | 22   | +1:12,416     |           |
| 15                | 5     | 18 | Sergio Canamasas    | Carlin                  | 22   | +1:26,372     |           |
| Niesklasyfikowani |       |    |                     |                         |      |               |           |
|                   |       | 14 | Philo Paz Armand    | Trident                 | 18   | +4 okr.       |           |
|                   |       | 24 | Nabil Jeffri        | Arden International     | 18   | +4 okr.       |           |
|                   |       | 2  | Siergiej Sirotkin   | ART Grand Prix          | 13   | +9 okr.       |           |
|                   |       | 8  | Sean Gelael         | Pertamina Campos Racing | 7    | +15 okr.      |           |
|                   |       | 3  | Norman Nato         | Racing Engineering      | 1    | +21 okr.      |           |
|                   |       | 23 | Daniël de Jong      | MP Motorsport           | 0    | +22 okr.      |           |
| P                 | + / – | Nr | Kierowca            | Konstruktor             | Okr. | Czas / Strata | Komentarz |

#### Najszybsze okrążenie
| Nr | Kierowca         | Konstruktor | Czas     | Okr. |
| -- | ---------------- | ----------- | -------- | ---- |
| 18 | Sergio Canamasas | Carlin      | 1:45,066 | 20   |

#### Premia za najszybsze okrążenie w TOP 10
| Nr | Kierowca     | Konstruktor  | Czas     | Okr. |
| -- | ------------ | ------------ | -------- | ---- |
| 21 | Pierre Gasly | Prema Racing | 1:45,813 | 18   |

## Klasyfikacja po zakończeniu rundy

### Kierowcy
| P  | +/− | Kierowca            | Starty | Punkty | P1 | P2 | P3 | PP | NO | NS |
| -- | --- | ------------------- | ------ | ------ | -- | -- | -- | -- | -- | -- |
| 1  | +1  | Antonio Giovinazzi  | 20     | 197    | 5  | 2  | 1  | 2  | 2  | 3  |
| 2  | −1  | Pierre Gasly        | 20     | 188    | 3  | 3  | 2  | 4  | 3  | 3  |
| 3  | 0   | Raffaele Marciello  | 20     | 158    | –  | 2  | 4  | –  | –  | –  |
| 4  | 0   | Siergiej Sirotkin   | 20     | 135    | 2  | 3  | 2  | 3  | 2  | 5  |
| 5  | 0   | Jordan King         | 20     | 122    | 2  | 2  | 1  | –  | 1  | 1  |
| 6  | 0   | Norman Nato         | 20     | 122    | 2  | 1  | 2  | 1  | 1  | 5  |
| 7  | +2  | Luca Ghiotto        | 20     | 111    | 1  | 2  | 1  | –  | 2  | 4  |
| 8  | −1  | Oliver Rowland      | 20     | 107    | –  | 1  | 3  | –  | –  | –  |
| 9  | −1  | Alex Lynn           | 20     | 105    | 2  | –  | 2  | –  | –  | 2  |
| 10 | +1  | Mitch Evans         | 20     | 89     | 1  | –  | –  | –  | 2  | 3  |
| 11 | −1  | Artiom Markiełow    | 19     | 82     | 1  | –  | –  | –  | 4  | 3  |
| 12 | 0   | Nobuharu Matsushita | 18     | 64     | 1  | –  | –  | –  | 3  | 3  |
| 13 | 0   | Gustav Malja        | 20     | 53     | –  | 1  | 1  | –  | –  | 1  |
| 14 | 0   | Arthur Pic          | 18     | 36     | –  | –  | 1  | –  | –  | 4  |
| 15 | 0   | Sean Gelael         | 20     | 24     | –  | 1  | –  | –  | –  | 5  |
| 16 | 0   | Marvin Kirchhöfer   | 20     | 21     | –  | 1  | –  | –  | –  | 3  |
| 17 | 0   | Nicholas Latifi     | 20     | 21     | –  | 1  | –  | –  | –  | 4  |
| 18 | 0   | Sergio Canamasas    | 18     | 17     | –  | –  | –  | –  | –  | 3  |
| 19 | 0   | Jimmy Eriksson      | 18     | 10     | –  | –  | –  | –  | –  | 3  |
| 20 | 0   | Daniël de Jong      | 20     | 6      | –  | –  | –  | –  | –  | 2  |
| 21 | 0   | Nabil Jeffri        | 20     | 2      | –  | –  | –  | –  | –  | 5  |
| 22 | N   | Johnny Cecotto Jr.  | 2      | 0      | –  | –  | –  | –  | –  | –  |
| 23 | −1  | René Binder         | 4      | 0      | –  | –  | –  | –  | –  | –  |
| 24 | −1  | Philo Paz Armand    | 20     | 0      | –  | –  | –  | –  | –  | 7  |
| P  | +/− | Kierowca            | Starty | Punkty | P1 | P2 | P3 | PP | NO | NS |

### Zespoły
| P  | +/− | Konstruktor             | Starty | Punkty | P1 | P2 | P3 | PP | NO | NS |
| -- | --- | ----------------------- | ------ | ------ | -- | -- | -- | -- | -- | -- |
| 1  | 0   | Prema Racing            | 40     | 385    | 8  | 5  | 3  | 13 | 5  | 6  |
| 2  | +1  | Racing Engineering      | 40     | 244    | 4  | 3  | 3  | 2  | 3  | 6  |
| 3  | −1  | Russian Time            | 39     | 240    | 1  | 2  | 4  | –  | 4  | 3  |
| 4  | 0   | ART Grand Prix          | 40     | 199    | 3  | 3  | 2  | 6  | 5  | 8  |
| 5  | 0   | DAMS                    | 40     | 126    | 2  | 1  | 2  | –  | –  | 6  |
| 6  | +1  | Pertamina Campos Racing | 40     | 113    | 1  | 1  | –  | –  | 2  | 8  |
| 7  | −1  | MP Motorsport           | 40     | 113    | –  | 1  | 3  | –  | –  | 2  |
| 8  | 0   | Trident                 | 40     | 111    | 1  | 2  | 1  | –  | 2  | 11 |
| 9  | 0   | Rapax                   | 40     | 89     | –  | 1  | 2  | –  | –  | 5  |
| 10 | 0   | Carlin                  | 40     | 38     | –  | 1  | –  | –  | –  | 6  |
| 11 | 0   | Arden International     | 38     | 12     | –  | –  | –  | –  | –  | 8  |
| P  | +/− | Kierowca                | Starty | Punkty | P1 | P2 | P3 | PP | NO | NS |